# 龍族戰神：重生
《龍族戰神：重生》（英語：The Crow）是一部2024年美國哥德超級英雄電影，由鲁伯特·桑德斯導演，扎克·貝林編劇。本片改編自詹姆士·奧巴爾創作的同名漫畫，也是1994年電影《龍族戰神》的重啟之作。比爾·斯卡斯加德飾演主角艾瑞克／。
本片2024年8月23日在美國上映。電影發行後票房和口碑雙敗，並入圍第45屆金酸莓獎兩項獎項。

## 演員
- 比爾·斯卡斯加德飾演艾瑞克／
- FKA Twigs飾演雪莉·韋伯斯特（Shelly Webster）[5]，艾瑞克的未婚妻[6]
- 丹尼·休斯頓飾演文森·羅格（Vincent Roeg）[7]
- 魏蒨妤（Isabella Wei）飾演札迪（Zadie）[5]
- 蘿拉·伯恩（英语：Laura Birn）飾演瑪麗安（Marian）[8]
- 山米·布亞拉（英语：Sami Bouajila）飾演克洛諾斯（Kronos）[8]
- 喬丹·博爾傑（英语：Jordan Bolger）飾演查克（Chance）[8]

## 製作

### 拍攝
主体拍摄於2022年7月13日在捷克布拉格開始。2022年9月16日拍攝結束。

## 上映
《龍族戰神：重生》2024年8月23日由狮门娱乐安排在美國院線上映。原上映日定於2024年6月7日。
2022年5月，本片的國際發行權在第75屆坎城影展賣給多個買家。

## 外部連結
- 官方网站
- 互联网电影数据库（IMDb）上《龍族戰神：重生》的资料（英文）